# Helenios
Los helenios eran una tribu galaica, documentada por Plinio el Viejo, a quienes denomina heleni, y que darían su nombre a la ciudad de Helenos, mencionada por Estrabón.